# Mohamed Nahiri
Mohamed Nahiri (sinh ngày 22 tháng 10 năm 1991) là một cầu thủ bóng đá người Maroc hiện đang thi đấu cho câu lạc bộ Raja ở vị trí hậu vệ trái và tiền vệ.

## Sự nghiệp quốc tế

### Bàn thắng quốc tế
Bàn thắng của đội tuyển quốc gia Maroc được ghi trước.
| #  | Ngày                 | Địa điểm                                 | Đối thủ   | Bàn thắng | Kết quả | Giải đấu                                          |
| -- | -------------------- | ---------------------------------------- | --------- | --------- | ------- | ------------------------------------------------- |
| 1. | 19 tháng 10 năm 2019 | Stade Municipal, Berkane, Maroc          | Algérie   | 3–0       | 3–0     | Vòng loại giải vô địch các quốc gia châu Phi 2020 |
| 2. | 1 tháng 12 năm 2021  | Sân vận động Al Janoub, Al Wakrah, Qatar | Palestine | 1–0       | 4–0     | Giải vô địch bóng đá các Quốc gia Ả Rập 2021      |